# Hoodtape Volume 1 X-Mas Edition
Hoodtape Volume 1 X-Mas Edition ist eine Veröffentlichung des Rappers Kollegah. Sie erschien am 18. Dezember 2010 über das Düsseldorfer Label Selfmade Records. Hoodtape Volume 1 X-Mas Edition ist die Wiederveröffentlichung des Mixtapes Hoodtape Volume 1, das im August 2010 zusammen mit den Alben Zuhältertape (X-Mas Edition), Boss der Bosse und Zuhältertape Volume 3 als Teil einer limitierten Steelbox veröffentlicht worden war. Neben der Musik-CD ist auch eine DVD enthalten.

## Hintergrund
Mitte November stellte Selfmade Records Aufnahmen ins Internet, die bei einer Reise von Kollegah nach London entstanden waren. Die Videos zeigen unter anderem Kollegah im London Eye und seine Besichtigungen der Tower Bridge und des Wachsfigurenkabinetts Madame Tussauds. Selfmade Records nutzte die Aufnahmen, um für die Wiederveröffentlichung von Hoodtape Volume 1 zu werben.
Hoodtape Volume 1 X-Mas Edition enthält neben den Stücken der Erstveröffentlichung die sechs neuen Lieder Discospeed, Nightclub, Gigolos, Cold Turkey, Taiwan und Bosshafte Weihnachten. Des Weiteren sind fünf Songs durch zusätzliche Strophen länger als in der ursprünglichen Version. Diese sogenannten „Extended Versionen“ können den Titeln Vorbei, Hagelkörner, Drogenfachchinesisch, Briatore und 44er Bizeps zugeordnet werden. Als Gastrapper sind Haftbefehl, Favorite und Prinz Harry vertreten. Prinz Harry war wie Kollegah auf der Internetplattform Reimliga Battle Arena aktiv.
Die beiliegende Bonus-DVD enthält über drei Stunden Videomaterial. Ein Interview mit Kollegah sowie Studioaufnahmen und Berichte von Reisen des Rappers nach Belgrad, Amsterdam, Trier, Mallorca, New York und London bilden den Inhalt der DVD.

## Titelliste

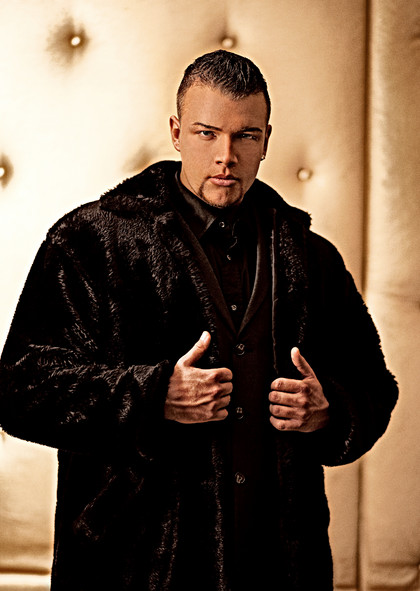
Kollegah im Jahr 2009

| #   | Titel                                   | Produzent         | Länge |
| --- | --------------------------------------- | ----------------- | ----- |
| 1.  | Intro                                   | Chrizmatic        | 1:39  |
| 2.  | Fanboy                                  | Chrizmatic        | 1:49  |
| 3.  | Nachmittag                              | KD Beatz          | 1:14  |
| 4.  | Kokshändlerbusiness                     | Chrizmatic        | 1:26  |
| 5.  | Hotelsuite                              | Chrizmatic        | 3:14  |
| 6.  | Monte Carlo Kokasession                 | Vizir             | 2:02  |
| 7.  | Discospeed (feat. Favorite)             | Rizbo             | 3:50  |
| 8.  | Vorbei (Extended Version)               | Chrizmatic        | 2:34  |
| 9.  | 2010 Bonnie & Clyde                     | Chrizmatic        | 1:37  |
| 10. | Sexxx                                   | Chrizmatic        | 1:23  |
| 11. | Frank Miller                            | Chrizmatic        | 2:11  |
| 12. | Nightclub                               | Chrizmatic        | 2:32  |
| 13. | Gigolos (feat. Prinz Harry)             | Hookbeats         | 3:18  |
| 14. | Überfall                                | Rizbo             | 1:36  |
| 15. | Ostblocknutten (feat. Haftbefehl)       | KD Beatz          | 2:40  |
| 16. | Putzfrau                                | Chrizmatic        | 1:06  |
| 17. | Hagelkörner (Extended Version)          | Freshmaker        | 2:46  |
| 18. | Drogenfachchinesisch (Extended Version) | B-Case            | 2:40  |
| 19. | Briatore (Extended Version)             | SixJune & Yoshi   | 1:50  |
| 20. | Ridermusic                              | SixJune & Yoshi   | 2:46  |
| 21. | Cold Turkey                             | KD Beatz          | 2:49  |
| 22. | Meine Lady                              | Vizir             | 2:01  |
| 23. | Für immer Player                        | Chrizmatic        | 2:10  |
| 24. | Powerschwanz                            | Chrizmatic        | 1:45  |
| 25. | Taiwan                                  | KD Beatz          | 2:43  |
| 26. | Überfall 2                              | Chrizmatic        | 1:04  |
| 27. | 44er Bizeps (Extended Version)          | Chrizmatic        | 2:16  |
| 28. | Testomusic                              | SixJune & Yoshi   | 2:39  |
| 29. | Sohnemann                               | DJ Fukktvollab    | 2:25  |
| 30. | Taj Mahal Kokasession                   | Rizbo             | 4:12  |
| 31. | Bosshafte Weihnachten                   | B-Case & Stardust | 3:26  |

## Vermarktung

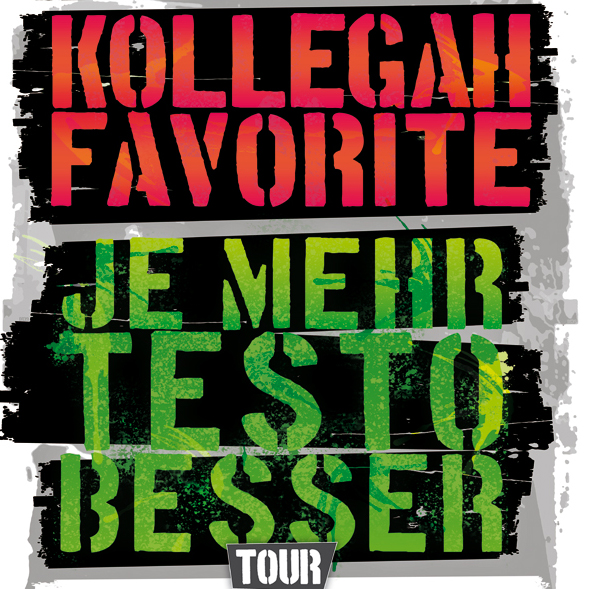
Tourposter zur „Je mehr Testo besser Tour“

### Video
Nachdem im Zuge der Veröffentlichung von Hoodtape Volume 1 bereits die Lieder Monte Carlo Kokasession, Meine Lady und Für immer Player veröffentlicht worden waren, erschien zur X-Mas Edition ein Video zu dem Lied Discospeed.

### Auseinandersetzung mit Laas Unltd.
Im Vorfeld der Veröffentlichung von Hoodtape Volume 1 X-Mas Edition kam es zu einer öffentlichen Auseinandersetzung mit dem Rapper Laas Unltd. Nachdem Kollegah sich in einem Interview negativ über Laas Unltd. geäußert hatte, dabei jedoch darauf verwies, keinen „Diss“ gegen Laas aufnehmen zu wollen, da dieser keinen Vers wert sei, forderte der Hamburger Kollegah zu einem öffentlichen Hip-Hop-Battle vor einer Fachjury auf dem Festival Splash! heraus. Als Einsatz schlug Laas Unltd. vor, dass der Verlierer seine „Rapkarriere“ aufgeben müsse. Kollegah reagierte auf die Herausforderung mit dem Stück Wer’s dieser Laas?, auf welchem der Rapper Headtrick den Stil und die Stimmlage Kollegahs imitiert. Laas Unltd. veröffentlichte im Folgenden das Lied F.D.F. gegen Kollegah und platzierte die Zeile Fick dich Felix auf seiner Homepage. Auch auf diesen Song reagierte Kollegah nicht mit einem eigenen Titel, sondern karikierte Laas Unltd. in einer Zeichnung, die im Rahmen eines „Malwettbewerbsduells“ mit Animus entstanden war. Außerdem veröffentlichte Selfmade Records ein T-Shirt für Frauen mit dem abgewandelten Spruch Fick mich Felix als Antwort auf die Veröffentlichung eines T-Shirts von Laas Unltd. mit dem Spruch Fick dich Felix.

### Tournee
Vom 12. November bis 17. Dezember 2010 präsentierte Kollegah die Lieder der Veröffentlichung auf der „Je mehr testo besser“-Tournee. Auf der zehn Konzerte umfassenden Tour wurde er von Favorite begleitet.